# Neocyclops remanei
Neocyclops remanei – gatunek widłonoga z rodziny Halicyclopidae. Opisał go w 1952 roku niemiecki zoolog Hans-Volkmar Herbst, nadając mu nazwę Pareuryte remanei.